# Jaz Zacisze
Jaz Zacisze (Nakonzbrücke Wehr) – jaz kozłowo-iglicowy, położony we Wrocławiu, wybudowany w ramach Stopnia Wodnego Zacisze. Przeznaczeniem jazu jest piętrzenie wody Kanału Powodziowego, przy czym obecnie jaz ten jest wyłączony z eksploatacji. Położony jest w 4,87 km biegu tego kanału. Jaz reguluje stany wody jedynie dla części kanału położonego powyżej jazu, do poprzedniego na kanale Jazu Bartoszowice. Mimo że Jaz Zacisze i Śluza Zacisze zaliczane są do jednego Stopnia Wodnego Zacisze, pracują od siebie niezależnie.

## Historia
Jaz wybudowany został w latach 1913–1917, w ramach inwestycji z zakresu hydrotechniki, polegającej na budowie nowej drogi wodnej przeprowadzonej przez miasto w ramach Wrocławskiego Węzła Wodnego, tzw. Wrocławskiego Szlaku Głównego oraz nowego systemu przeciwpowodziowego dla miasta. Pracami na stopniu kierował budowniczy Roy, inwestycję nadzorował urząd Bauamt für Hochwasserschutz bei Breslau. Podstawowe elementy stalowe jazu dostarczyła firma Verein Konigs und Laurahutte. Jak wyżej zaznaczono jaz ten pracuje niezależnie od śluzy. Jego budowa nie wiązała się z budowaną, nową drogą wodną, lecz potrzebami obiektów zlokalizowanych na lewym brzegu kanału, takich jak Kąpielisko Morskie Oko, czy baseny przy Stadionie Olimpijskim, a także możliwości uprawiania żeglarstwa i sportów wodnych, rekreacyjnych na samym kanale.

## Funkcje
Na rzece:
- powyżej położony jest Jaz Bartoszowice[a],
- poniżej położony jest Jaz Różanka[b],
- równorzędnie, na Starej Odrze położony jest Jaz Psie Pole[c].

Jaz przegradza koryto Kanału Powodziowego:
- lewy brzeg stanowi teren osiedla Zacisze[d],
- prawy brzeg stanowi grobla, rozdzielająca Kanał Powodziowy od Kanału Żeglugowego[e].

## Charakterystyka
Poszczególne elementy konstrukcyjne jazu wykonane są w następującej technologii:
- przyczółki – żelbet,
- próg – ciosy kamienne granitowe,
- poszur – beton i bruk z kamienia łamanego na podsypce z tłucznia,
- ponur – beton.

Jest to jaz jednoprzęsłowy. Przęsło ma 54,04 m światła jazu dla przeprowadzania wód. Jaz wyposażony jest w zamknięcia kozłowo–iglicowe. Spad przy normalnym piętrzeniu wynosi 2,30 m. Przyczółki jazu stanowią równocześnie podparcie dla mostów – Mostów Jagiellońskich Południowych. Na potrzeby obsługi jazu wybudowano także tory dla wagoników służących przewozowi iglic, z obrotnicą na konstrukcji jazu. Ponieważ jaz jest nieużytkowany obecnie, pozostaje na stałe złożony na dnie kanału pod powierzchnią wody.

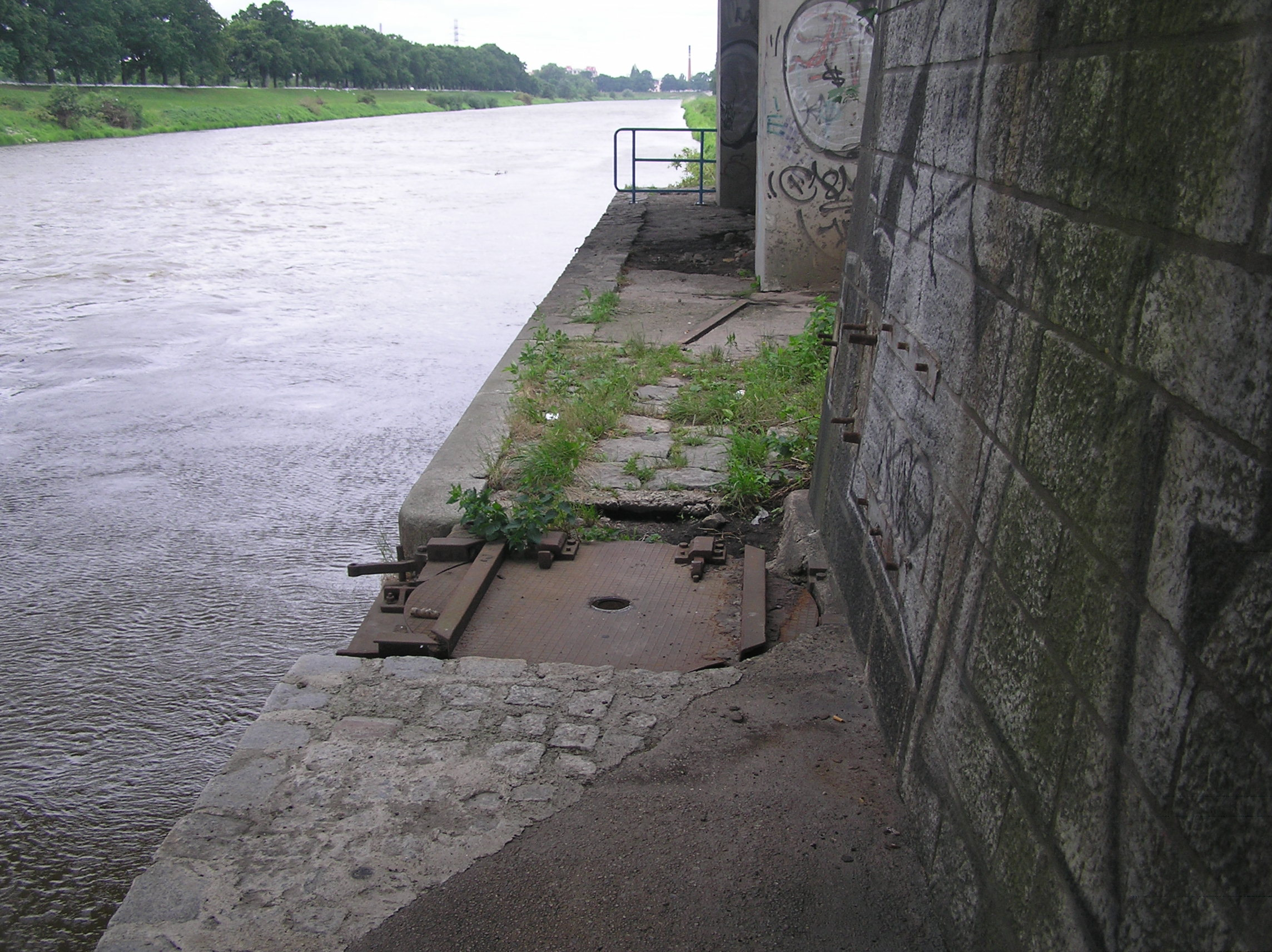
obrotnica wagonów i pozostałość po torach